# Кушкуль (Кармаскалинський район)
Кушку́ль (рос. Кушкуль, башк. Ҡушкүл) — присілок у складі Кармаскалинського району Башкортостану, Росія. Входить до складу Адзітаровської сільської ради.
Населення — 75 осіб (2010; 96 в 2002).
Національний склад:
- татари — 98 %